# Marta Łukaszewska
Marta Łukaszewska est une ancienne joueuse de volley-ball polonaise née le 11 mars 1982 à Września. Elle mesure 1,84 m et jouait au poste de réceptionneuse-attaquante.

## Clubs
| Club                     | De        | À         |
| ------------------------ | --------- | --------- |
| SSK Calisia Kalisz       | 1999-2000 | 2003-2004 |
| Skra Bełchatów           | 2004-2005 | 2005-2006 |
| KPSK Stal Mielec         | 2006-2007 | 2009-2010 |
| LTS Legionovia Legionowo | 2010-2011 | 2013-2014 |
| MKS Dąbrowa Górnicza     | 2014-2015 | 2014-2015 |
| Budowlani Toruń          | 2015-2016 | 2015-2016 |
| PSPS Chemik Police       | 2016-2017 | 2016-2017 |

## Palmarès
- Championnat de Pologne
  - Finaliste : 2004.